# 参照基準大気
参照標準大気（さんしょうひょうじゅんたいき、ANR; 仏: Atmosphere Normale de Reference）とは、「温度20 ℃、絶対圧101.3 kPa (760 mmHg)、相対湿度65 %の空気」を意味する。
空圧部品の性能に関する空気の流量は圧力・温度で変化するので、基準の条件を設けている。流量表示のあとに付記される。
日本国内で標準大気換算の流量は従来、NL/min（ノルマルリッターパーミニ）などの表記が使われてきた。